# Menjamel capestriat
El menjamel capestriat (Plectorhyncha lanceolata) és un ocell de la família dels melifàgids (Meliphagidae)i única espècie del gènere Plectorhyncha Gould, 1838.

## Hàbitat i distribució
Habita boscos, matoll àrid i manglars a l'interior oriental i sud-oriental d'Austràlia i cap al sud, a través de Queensland i Nova Gal·les del Sud fins al nord-oest de Victòria i sud-est d'Austràlia Meridional.